# NGC 1839
NGC 1839 (другое обозначение — ESO 56-SC63) — рассеянное скопление в созвездии Золотой Рыбы, расположенное в Большом Магеллановом Облаке. Открыто Джоном Гершелем в 1834 году. Описание Дрейера: «довольно крупное, не очень плотное скопление». Возможно, NGC 1839 также наблюдал Джеймс Данлоп между 1822 и 1826 годами, так как в каталоге, составленном по его наблюдениям, отмечена одна из звёзд скопления. Возраст скопления составляет около 100 миллионов лет, но на его диаграмме Герцшпрунга — Рассела положение звёзд-гигантов не соответствует теоретической изохроне, соответствующей такому возрасту и подходящей для главной последовательности.
Этот объект входит в число перечисленных в оригинальной редакции «Нового общего каталога».
Скопление проецируется на северо-западную часть бара Большого Магелланова Облака. Примерно в 2′ к западу от NGC 1839 находятся два скопления NGC 1836 и BRHT4b, предположительно составляющие физическую пару. Однако возраст NGC 1839 и BRHT4b в пределах точности измерений совпадают (140 ± 15 млн лет), тогда как NGC 1836 значительно старше (400 ± 50 млн лет). Вероятно, NGC 1839 и BRHT4b не являются физической гравитационно связанной парой, однако могут иметь общее происхождение.
Масса скопления 57 тыс. M⊙, массовая плотность в центре скопления около 53 M⊙ на кубический парсек. Расстояние NGC 1839 от центра БМО (в проекции на картинную плоскость) составляет 1,25 килопарсека.